# Annebault
Annebault és un municipi francès situat al departament de Calvados i a la regió de Normandia. L'any 2007 tenia 407 habitants.

## Demografia

### Població
El 2007 la població de fet d'Annebault era de 407 persones. Hi havia 162 famílies de les quals 35 eren unipersonals (12 homes vivint sols i 23 dones vivint soles), 54 parelles sense fills, 58 parelles amb fills i 15 famílies monoparentals amb fills.
La població ha evolucionat segons el següent gràfic:
Habitants censats

### Habitatges
El 2007 hi havia 212 habitatges, 161 eren l'habitatge principal de la família, 47 eren segones residències i 4 estaven desocupats. 207 eren cases i 5 eren apartaments. Dels 161 habitatges principals, 136 estaven ocupats pels seus propietaris, 18 estaven llogats i ocupats pels llogaters i 7 estaven cedits a títol gratuït; 1 tenia una cambra, 2 en tenien dues, 18 en tenien tres, 45 en tenien quatre i 94 en tenien cinc o més. 136 habitatges disposaven pel capbaix d'una plaça de pàrquing. A 75 habitatges hi havia un automòbil i a 78 n'hi havia dos o més.

### Piràmide de població
La piràmide de població per edats i sexe el 2009 era:
| Homes | Edats   | Dones |
| ----- | ------- | ----- |
| 0     | 95 o +  | 0     |
| 0     | 90 a 94 | 0     |
| 0     | 85 a 89 | 0     |
| 0     | 80 a 84 | 8     |
| 4     | 75 a 79 | 12    |
| 8     | 70 a 74 | 16    |
| 8     | 65 a 69 | 0     |
| 8     | 60 a 64 | 20    |
| 12    | 55 a 59 | 16    |
| 24    | 50 a 54 | 16    |
| 0     | 45 a 49 | 16    |
| 16    | 40 a 44 | 8     |
| 12    | 35 a 39 | 16    |
| 4     | 30 a 34 | 4     |
| 12    | 25 a 29 | 8     |
| 12    | 20 a 24 | 8     |
| 8     | 15 a 19 | 16    |
| 16    | 10 a 14 | 24    |
| 8     | 5 a 9   | 4     |
| 0     | 0 a 4   | 0     |

## Economia
El 2007 la població en edat de treballar era de 259 persones, 195 eren actives i 64 eren inactives. De les 195 persones actives 183 estaven ocupades (89 homes i 94 dones) i 14 estaven aturades (9 homes i 5 dones). De les 64 persones inactives 30 estaven jubilades, 20 estaven estudiant i 14 estaven classificades com a «altres inactius».

### Ingressos
El 2009 a Annebault hi havia 169 unitats fiscals que integraven 439 persones, la mediana anual d'ingressos fiscals per persona era de 16.846 €.

### Activitats econòmiques
Dels 23 establiments que hi havia el 2007, 1 era d'una empresa alimentària, 6 d'empreses de construcció, 5 d'empreses de comerç i reparació d'automòbils, 4 d'empreses d'hostatgeria i restauració, 4 d'empreses de serveis i 3 d'empreses classificades com a «altres activitats de serveis».
Dels 13 establiments de servei als particulars que hi havia el 2009, 2 eren tallers de reparació d'automòbils i de material agrícola, 1 paleta, 1 guixaire pintor, 2 fusteries, 1 lampisteria, 1 electricista, 3 perruqueries i 2 restaurants.
L'únic establiment comercial que hi havia el 2009 era una fleca.
L'any 2000 a Annebault hi havia 11 explotacions agrícoles que ocupaven un total de 301 hectàrees.

## Poblacions més properes
El següent diagrama mostra les poblacions més properes.